# Jewgienij Stiepanow
Jewgienij Stiepanow (ros. Евгений Степанов; blr. Яўгеній Сцяпанаў, Jauhienij Sciapanau; ur. 7 sierpnia 1980) – rosyjski biegacz narciarski, reprezentujący także Białoruś, trzykrotny medalista mistrzostw świata juniorów
Po raz pierwszy na arenie międzynarodowej pojawił się w 1999 roku, startując na mistrzostwach świata juniorów w Saalfelden. Zdobył tam brązowy medal w sztafecie, a w biegu na 30 km stylem dowolnym był dziesiąty. Na rozgrywanych rok później mistrzostwach świata juniorów w Szczyrbskim Jeziorze wywalczył złoty medal w sztafecie i brązowy na 10 km techniką dowolną.
W Pucharze Świata zadebiutował 9 stycznia 2000 roku w Moskwie, zajmując 41. miejsce w biegu na 30 km stylem dowolnym. Jeszcze kilkakrotnie startował w zawodach tego cyklu, jednak nigdy nie zdobył pucharowych punktów. Nigdy też nie wystąpił na mistrzostwach świata ani igrzyskach olimpijskich.

## Osiągnięcia

### Mistrzostwa świata juniorów
| Miejsce | Dzień       | Rok  | Miejscowość         | Konkurencja            | Wynik     | Strata  | Zwycięzca        |
| ------- | ----------- | ---- | ------------------- | ---------------------- | --------- | ------- | ---------------- |
| 3.      | 5 lutego    | 1999 | Saalfelden          | Sztafeta 4x10km        | 1:40:11,7 | +2:54,1 | Niemcy           |
| 10.     | 7 lutego    | 1999 | Saalfelden          | 30 km stylem dowolnym  | 1:33:18,9 | +1:23,8 | Jussi Ylimäki    |
| 3.      | 25 stycznia | 2000 | Szczyrbskie Jezioro | 10 km stylem dowolnym  | 25:37,8   | +59,1   | Ron Spanuth      |
| 1.      | 27 stycznia | 2000 | Szczyrbskie Jezioro | Sztafeta 4x10km        | 1:46:58,7 | -       | -                |
| 5.      | 29 stycznia | 2000 | Szczyrbskie Jezioro | Sprint stylem dowolnym | ?         | ?       | Siergiej Nowikow |

### Puchar Świata

#### Miejsca w klasyfikacji generalnej
- sezon 1999/2000: -
- sezon 2000/2001: -
- sezon 2005/2006: -

#### Miejsca na podium
Stiepanow nigdy nie stał na podium indywidualnych zawodów Pucharu Świata.